# Herb Jadowa
Herb Jadowa – symbol miasta i gminy Jadów.

## Wygląd i symbolika
Herb przedstawia na tarczy w polu czerwonym trzy złote skrzyżowane włócznie (herb Jelita), a pomiędzy nimi złotą koronę hrabiowską (nawiązanie do rodu Zamoyskich). Jest to historyczny symbol miasta.